# Behemothia godmanii
Behemothia godmanii is een vlindersoort uit de familie van de prachtvlinders (Riodinidae), onderfamilie Riodininae.
Behemothia godmanii werd in 1877 beschreven door Hermann Dewitz.